# Mohamed Saqr
Mohamed Saqr (Dakar, Senegal; 17 de mayo de 1981) es un exfutbolista de Catar nacido en Senegal que jugaba en la posición de guardameta.

## Carrera

### Club
| Periodo   | Club       | Apariciones | Goles |
| --------- | ---------- | ----------- | ----- |
| 2000–2003 | Al-Khor SC | 45          | 0     |
| 2003–2014 | Al Sadd SC | 186         | 1     |

### Selección nacional
Jugó para Catar en 79 ocasiones de 2004 a 2012, ganó la medalla de oro en los Juegos Asiáticos de 2006 y participó en la Copa Asiática 2007.

## Logros

### Club
- AFC Champions League (1): 2011[7]
- Qatari Stars Cup (1): 2010–11
- Sheikh Jassem Cup (1): 2007
- Qatar Crown Prince Cup (3): 2006, 2007, 2008
- Emir of Qatar Cup (2): 2005, 2007
- Qatar Stars League (3): 2003–04, 2005–06, 2006–07

### Selección nacional
- Juegos Asiáticos (1): 2006

### Individual
- Futbolista Mundial del Mes en noviembre de 2011.[8]